# Puchar Zdobywców Pucharów w piłce siatkowej (1988/1989)
Puchar Zdobywców Pucharów w piłce siatkowej 1988/1989 (oficjalna nazwa: CEV Cup Winners' Cup 1988/1989) – 17. edycja Pucharu Zdobywców Pucharów zorganizowana przez Europejską Konfederację Piłki Siatkowej (CEV) w ramach europejskich pucharów. Zainaugurowana została 5 listopada 1988 roku.
Rozgrywki składały się z I rundy, 1/8 finału, ćwierćfinałów oraz turnieju finałowego. Drużyny rywalizowały w systemie pucharowym. W I rundzie, 1/8 finału oraz ćwierćfinałach w parach rozgrywane były dwumecze.
Turniej finałowy odbył się w dniach 17-19 lutego 1989 roku w Varkaus. W ramach turnieju finałowego odbyły się mecze o rozstawienie, półfinały, mecz o 3. miejsce i finał. Puchar Zdobywców Pucharów zdobył zespół Maxicono Parma, który w finale pokonał klub Lewski-Spartak Sofia. Trzecie miejsce zajął Panathinaikos AO.
Puchar Zdobywców Pucharów był drugim w hierarchii europejskich pucharów turniejem w sezonie 1988/1989 po Pucharze Europy Mistrzów Krajowych.

## Drużyny uczestniczące
| Państwo        | Drużyna                |
| -------------- | ---------------------- |
| Austria        | Union Linz             |
| Belgia         | Saxon R. Torhout       |
| Bułgaria       | Lewski-Spartak Sofia   |
| Cypr           | Nea Salamina Famagusta |
| Czechosłowacja | VK Dukla Liberec       |
| Finlandia      | Varkauden Tarmo        |
| Francja        | Arago de Sète          |
| Grecja         | Panathinaikos AO       |
| Hiszpania      | Guaguas Las Palmas     |
| Holandia       | Nashua VCG Geldrop     |
| Izrael         | Hapoel Kirjat Atta     |
| Jugosławia     | OK Bosna Sarajewo      |
| Luksemburg     | CHEV Diekirch          |
| NRD            | SC Dynamo Berlin       |
| Portugalia     | SL Benfica             |
| RFN            | Bayer Leverkusen       |
| Szwajcaria     | TSV Jona Volleyball    |
| Szwecja        | Kungälvs VBK           |
| Turcja         | Sönmez Filamentspor    |
| Węgry          | Kecskeméti SC          |
| Włochy         | Maxicono Parma         |
| Włochy         | Camst Bologna          |
| ZSRR           | Dinamo Moskwa          |

## Rozgrywki

### I runda
| Data                                   | Drużyna 1          | Wynik | Drużyna 2              | 1     | 2     | 3     | 4     | 5     | *     |
| -------------------------------------- | ------------------ | ----- | ---------------------- | ----- | ----- | ----- | ----- | ----- | ----- |
| 5.11.1988                              | SC Dynamo Berlin   | 3:0   | Nea Salamina Famagusta |       |       |       |       |       |       |
| 12.11.1988                             | SC Dynamo Berlin   | 3:0   | Nea Salamina Famagusta |       |       |       |       |       |       |
| 6.11.1988                              | Hapoel Kirjat Atta | 3:1   | TSV Jona Volleyball    | 15:10 | 13:15 | 15:10 | 15:7  |       |       |
|                                        | Hapoel Kirjat Atta | ?:?   | TSV Jona Volleyball    |       |       |       |       |       |       |
| 6.11.1988                              | SL Benfica         | 0:3   | Guaguas Las Palmas     | 2:15  | 10:15 | 3:15  |       |       |       |
| 11.11.1988                             | SL Benfica         | 1:3   | Guaguas Las Palmas     | 5:15  | 8:15  | 16:14 | 7:15  |       |       |
| 6.11.1988                              | Union Linz         | 0:3   | Sönmez Filamentspor    | 1:15  | 6:15  | 4:15  |       |       |       |
| 13.11.1988                             | Union Linz         | 0:3   | Sönmez Filamentspor    | 2:15  | 5:15  | 8:15  |       |       |       |
| 5.11.1988                              | Kungälvs VBK       | 0:3   | Varkauden Tarmo        | 8:15  | 3:15  | 10:15 |       |       | wynik |
| 13.11.1988                             | Kungälvs VBK       | 0:3   | Varkauden Tarmo        | 6:15  | 4:15  | 4:15  |       |       | wynik |
| 5.11.1988                              | CHEV Diekirch      | 0:3   | Kecskeméti SC          |       |       |       |       |       |       |
| 12.11.1988                             | CHEV Diekirch      | 0:3   | Kecskeméti SC          |       |       |       |       |       |       |
| 6.11.1988                              | Nashua VCG Geldrop | 3:2   | Saxon R. Torhout       | 6:15  | 15:6  | 5:15  | 15:13 | 15:10 |       |
| 13.11.1988                             | Nashua VCG Geldrop | 0:3   | Saxon R. Torhout       | 11:15 | 13:15 | 10:15 |       |       |       |
| Po lewej gospodarze pierwszych meczów. |                    |       |                        |       |       |       |       |       |       |

### 1/8 finału
| Data                                   | Drużyna 1            | Wynik | Drużyna 2          | 1     | 2     | 3     | 4     | 5 | *     |
| -------------------------------------- | -------------------- | ----- | ------------------ | ----- | ----- | ----- | ----- | - | ----- |
| 3.12.1988                              | SC Dynamo Berlin     | 1:3   | Maxicono Parma     | 3:15  | 8:15  | 15:12 | 6:15  |   |       |
| 10.12.1988                             | SC Dynamo Berlin     | 0:3   | Maxicono Parma     |       |       |       |       |   |       |
| 4.12.1988                              | Guaguas Las Palmas   | 3:1   | Panathinaikos AO   | 15:l7 | 15:11 | 15:5  | 15:12 |   | wynik |
| 10.12.1988                             | Guaguas Las Palmas   | 0:3   | Panathinaikos AO   | 16:17 | 7:15  | 8:15  |       |   | wynik |
| 4.12.1988                              | Dinamo Moskwa        | 3:0   | Hapoel Kirjat Atta | 15:8  | 15:3  | 15:12 |       |   | wynik |
| 11.12.1988                             | Dinamo Moskwa        | 3:0   | Hapoel Kirjat Atta | 15:10 | 15:6  | 15:3  |       |   |       |
| 4.12.1988                              | Saxon R. Torhout     | 0:3   | Varkauden Tarmo    | 2:15  | 12:15 | 11:15 |       |   | wynik |
| 11.12.1988                             | Saxon R. Torhout     | 3:1   | Varkauden Tarmo    | 15:5  | 15:11 | 4:15  | 15:10 |   | wynik |
| 3.12.1988                              | Sönmez Filamentspor  | 3:0   | Camst Bologna      | 17:15 | 16:14 | 15:11 |       |   |       |
|                                        | Sönmez Filamentspor  | 0:3   | Camst Bologna      |       |       |       |       |   |       |
| 3.12.1988                              | Lewski-Spartak Sofia | 3:0   | Bayer Leverkusen   | 15:10 | 15:12 | 15:7  |       |   |       |
|                                        | Lewski-Spartak Sofia | 0:3   | Bayer Leverkusen   | 10:15 | 10:15 | 12:15 |       |   |       |
| 3.12.1988                              | OK Bosna Sarajewo    | 3:0   | Kecskeméti SC      |       |       |       |       |   |       |
|                                        | OK Bosna Sarajewo    | ?:?   | Kecskeméti SC      |       |       |       |       |   |       |
| 4.12.1988                              | VK Dukla Liberec     | 3:0   | Arago de Sète      | 15:10 | 15:13 | 16:14 |       |   |       |
|                                        | VK Dukla Liberec     | 0:3   | Arago de Sète      |       |       |       |       |   |       |
| Po lewej gospodarze pierwszych meczów. |                      |       |                    |       |       |       |       |   |       |

### Ćwierćfinały
| Data                                   | Drużyna 1            | Wynik | Drużyna 2        | 1     | 2     | 3     | 4     | 5    | *     |
| -------------------------------------- | -------------------- | ----- | ---------------- | ----- | ----- | ----- | ----- | ---- | ----- |
|                                        | Dinamo Moskwa        | 0:3   | Maxicono Parma   | 16:17 | 16:17 | 11:15 |       |      |       |
| 18.01.1989                             | Dinamo Moskwa        | 1:3   | Maxicono Parma   |       |       |       |       |      |       |
| 11.01.1989                             | Lewski-Spartak Sofia | 3:0   | Arago de Sète    | 15:9  | 15:9  | 15:11 |       |      |       |
| 18.01.1989                             | Lewski-Spartak Sofia | 3:1   | Arago de Sète    |       |       |       |       |      |       |
| 11.01.1989                             | OK Bosna Sarajewo    | 3:2   | Panathinaikos AO |       |       |       |       |      |       |
|                                        | OK Bosna Sarajewo    | 1:3   | Panathinaikos AO |       |       |       |       |      |       |
| 11.01.1989                             | Varkauden Tarmo      | 3:2   | Camst Bologna    | 13:15 | 3:15  | 15:7  | 15:10 | 15:9 | wynik |
| 18.01.1989                             | Varkauden Tarmo      | 1:3   | Camst Bologna    | 12:15 | 17:16 | 1:15  | 11:15 |      | wynik |
| Po lewej gospodarze pierwszych meczów. |                      |       |                  |       |       |       |       |      |       |

### Turniej finałowy
Miejsce:  Varkaus

#### Mecze o rozstawienie
| Data       | Drużyna 1            | Wynik | Drużyna 2        | 1     | 2     | 3     | 4 | 5 | * |
| ---------- | -------------------- | ----- | ---------------- | ----- | ----- | ----- | - | - | - |
| 17.02.1989 | Maxicono Parma       | 3:0   | Camst Bologna    | 15:12 | 15:12 | 15:6  |   |   |   |
| 17.02.1989 | Lewski-Spartak Sofia | 3:0   | Panathinaikos AO | 15:12 | 16:14 | 15:11 |   |   |   |

#### Półfinał
| Data       | Drużyna 1            | Wynik | Drużyna 2        | 1     | 2     | 3    | 4 | 5 | * |
| ---------- | -------------------- | ----- | ---------------- | ----- | ----- | ---- | - | - | - |
| 18.02.1989 | Maxicono Parma       | 3:0   | Panathinaikos AO | 16:14 | 15:9  | 15:9 |   |   |   |
| 18.02.1989 | Lewski-Spartak Sofia | 3:0   | Camst Bologna    | 15:10 | 15:10 | 15:4 |   |   |   |

#### Mecz o 3. miejsce
| Data       | Drużyna 1        | Wynik | Drużyna 2     | 1     | 2     | 3     | 4 | 5 | * |
| ---------- | ---------------- | ----- | ------------- | ----- | ----- | ----- | - | - | - |
| 19.02.1989 | Panathinaikos AO | 3:0   | Camst Bologna | 15:12 | 16:14 | 15:11 |   |   |   |

#### Finał
| Data       | Drużyna 1      | Wynik | Drużyna 2            | 1    | 2    | 3    | 4 | 5 | * |
| ---------- | -------------- | ----- | -------------------- | ---- | ---- | ---- | - | - | - |
| 19.02.1989 | Maxicono Parma | 3:0   | Lewski-Spartak Sofia | 15:6 | 15:8 | 15:4 |   |   |   |

## Klasyfikacja końcowa
| Miejsce | Drużyna              |
| ------- | -------------------- |
| 1.      | Maxicono Parma       |
| 2.      | Lewski-Spartak Sofia |
| 3.      | Panathinaikos AO     |
| 4.      | Camst Bologna        |